# Unione Democratica (Israele)
L'Unione Democratica (in ebraico: המחנה הדמוקרטי, HaMaḥaneh HaDemokrati) è stata una coalizione di sinistra israeliana formata dai partiti Meretz, dal Partito Democratico di Israele, dalla deputata del Partito Laburista Stav Shaffir e dal Movimento Verde che si candidavano alle elezioni legislative del settembre 2019.

## Storia
In una riunione del 24 luglio 2019 tra Ehud Barak e Issawi Frej (mediata da Stav Shaffir) i due hanno concordato di apparire insieme, con il leader di Méretz Nitzan Horowitz in cima a questa lista e Barak in decima posizione, il quale sarà il primo a poter scegliere un ministero se la coalizione entrerà nel governo. Meretz ha approvato l'accordo il 28 luglio.
L'accordo costringe i partiti a non aderire a una coalizione di destra, dichiarando: "Non sosterremo un governo di destra guidato da Netanyahu, né un governo di destra guidato da burattini di Netanyahu, in nessuna situazione, in nessun caso, in alcun modo." I partiti si sono anche impegnati a "sostenere il carattere democratico dello stato, sottolineando la Corte suprema, ad abolire la legge dello Stato nazionale e promuovere il processo di pace con i palestinesi"
La coalizione ha ottenuto 5 seggi alle elezioni del settembre 2019. Con l'incapacità di formare un governo, le elezioni si sono ripetute e entro il 2020, Stav Shaffir con il Movimento Verde aveva lasciato la coalizione, annunciando che si sarebbero trovati da soli e accusando Meretz di aver infranto gli accordi e essersi immersi in battaglie interne. Il 12 gennaio è stata annunciata una coalizione di Meretz con il Partito Laburista e Gesher. Meretz ha riservato uno dei suoi posti nella lista del Partito Democratico di Israele per Yair Golan. Il 15 gennaio, Shaffir ha annunciato che il Movimento Verde non sarebbe stato candidato alle elezioni.